# Склафані-Баньї
Склафані-Баньї (італ. Sclafani Bagni, сиц. Sclàfani Bagni) — муніципалітет в Італії, у регіоні Сицилія, метрополійне місто Палермо.
Склафані-Баньї розташоване на відстані близько 470 км на південь від Рима, 55 км на південний схід від Палермо.
Населення — 437 осіб (2014).

## Демографія
Населення за роками:

Станом на 1 січня 2023 року в муніципалітеті офіційно проживало 11 іноземців з 5 країн, серед них 5 громадян країн Євросоюзу та 1 громадянин України.

## Сусідні муніципалітети
- Алія
- Алімінуза
- Каккамо
- Кальтавутуро
- Кастроново-ді-Січилія
- Черда
- Монтемаджоре-Бельсіто
- Поліцці-Дженероза
- Шиллато
- Валледольмо
- Валлелунга-Пратамено